# 長貴邨

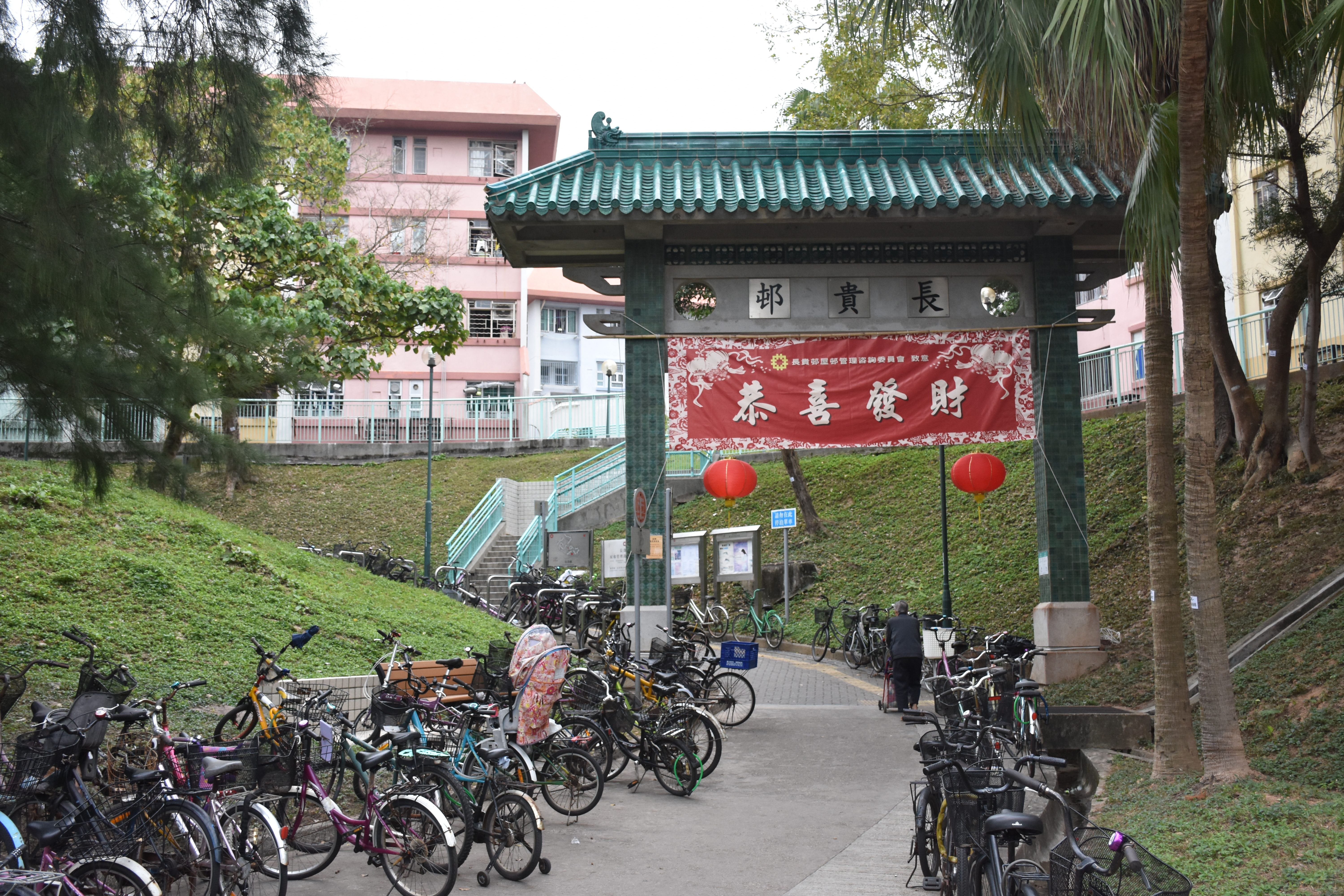
長貴邨入口的中式牌樓

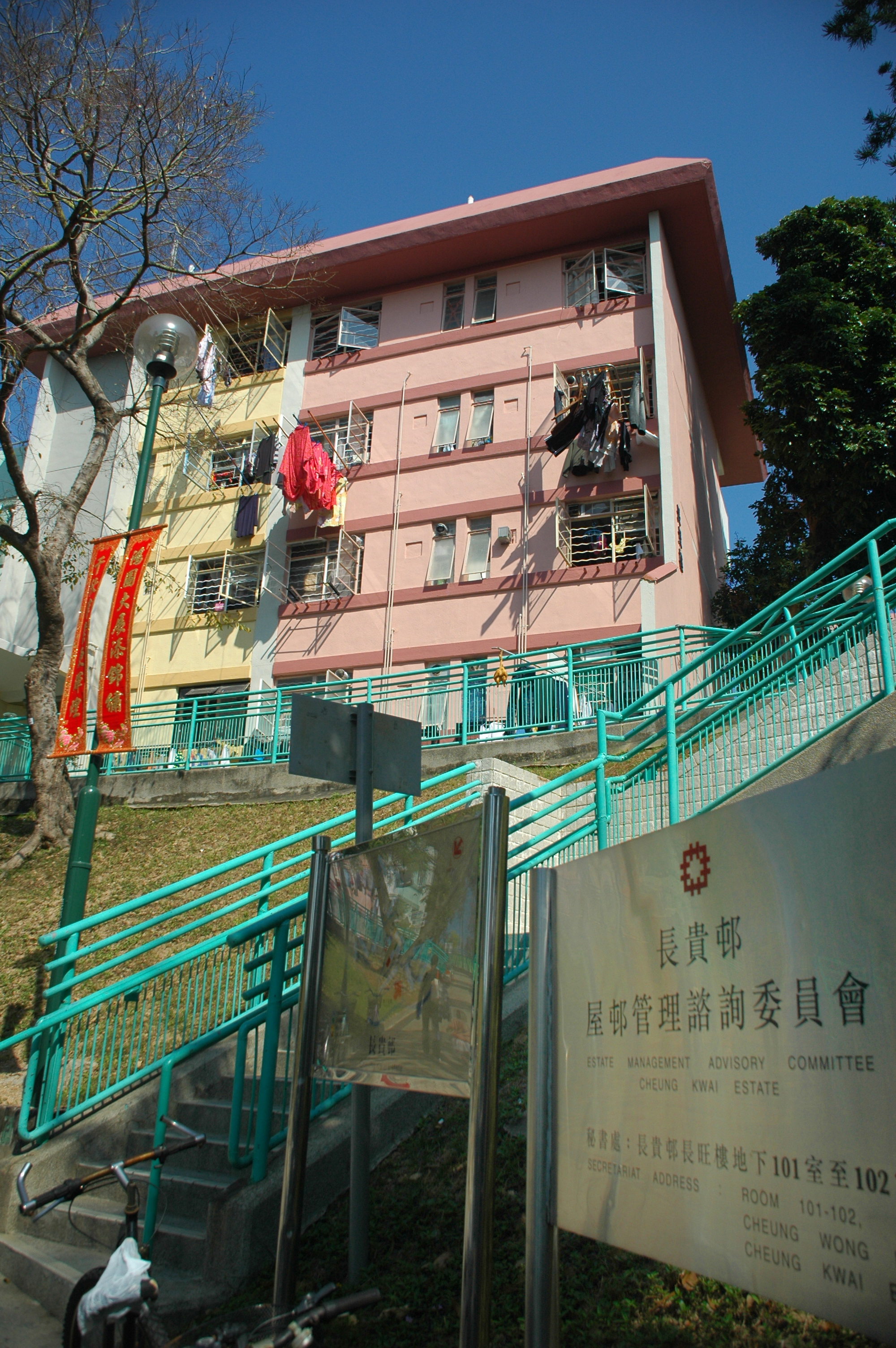
長貴邨長景樓的西面外貌

22°12′47″N 114°01′31″E / 22.2130°N 114.0252°E
長貴邨（英語：Cheung Kwai Estate）是香港的一個公共屋邨，項目編號RH01，位於新界離島區長洲長貴路31號，共有18座第一代鄉村型公屋，依山而建，主要分兩大類單位，露台走廊式就主要提供面積約23 m2（250 sq ft）的小型單位；而一梯兩伙式則主要提供可間隔成兩至三睡房、面積約42 m2（450 sq ft）的大單位。長貴邨由房屋署建築師呂德興先生（Mr. Joseph Loo）設計 ，於1984年入伙。由香港房屋委員會負責屋邨管理。
為融合周邊鄉郊環境，所有樓宇（連同地下）最高只有四層，遠比市區絕大部分樓宇矮少，並不設升降機；其中長廣樓只有三層，且每層只有兩個單位，是本港現時住宅單位數目最少的公共房屋大廈；據2022年1月尾資料此座與長富樓、長裕樓、長興樓、長旺樓及長歡樓均沒有設立互助委員會，直至其他座數互助委員會解散均未曾設立。

## 屋邨資料

### 樓宇
| 樓宇名稱 （座號）           | 樓宇類型 | 落成年份 | 層數 | 每層伙數              | 每座單位數目 （伙） | 建築師                               | 承建商   |
| --------------------------- | -------- | -------- | ---- | --------------------- | ------------------- | ------------------------------------ | -------- |
| 長豐樓（第1座） （英語：Cheung Fung House）  | 鄉村型   | 1984年   | 4    | 6（1-3樓） 4（4樓）   | 22                  | 房屋署建築師呂德興（Mr. Joseph Loo） | （待查） |
| 長盛樓（第2座） （英語：Cheung Shing House）  | 鄉村型   | 1984年   | 4    | 8                     | 32                  | 房屋署建築師呂德興（Mr. Joseph Loo） | （待查） |
| 長順樓（第3座） （英語：Cheung Shun House）  | 鄉村型   | 1984年   | 4    | 6                     | 24                  | 房屋署建築師呂德興（Mr. Joseph Loo） | （待查） |
| 長景樓（第4座） （英語：Cheung King House）  | 鄉村型   | 1984年   | 4    | 14（1-3樓） 10（4樓） | 52                  | 房屋署建築師呂德興（Mr. Joseph Loo） | （待查） |
| 長富樓（第5座） （英語：Cheung Fu House）  | 鄉村型   | 1984年   | 4    | 4（2-4樓）            | 12                  | 房屋署建築師呂德興（Mr. Joseph Loo） | （待查） |
| 長裕樓（第6座） （英語：Cheung Yu House）  | 鄉村型   | 1984年   | 4    | 4（1-3樓） 2（4樓）   | 14                  | 房屋署建築師呂德興（Mr. Joseph Loo） | （待查） |
| 長興樓（第7座） （英語：Cheung Hing House）  | 鄉村型   | 1984年   | 4    | 2（2-4樓）            | 6                   | 房屋署建築師呂德興（Mr. Joseph Loo） | （待查） |
| 長旺樓（第8座） （英語：Cheung Wong House）  | 鄉村型   | 1984年   | 4    | 4（2-4樓）            | 12                  | 房屋署建築師呂德興（Mr. Joseph Loo） | （待查） |
| 長廣樓（第9座） （英語：Cheung Kwong House）  | 鄉村型   | 1984年   | 3    | 2（2-3樓）            | 4                   | 房屋署建築師呂德興（Mr. Joseph Loo） | （待查） |
| 長益樓（第10座） （英語：Cheung Yick House） | 鄉村型   | 1984年   | 4    | 14（1-3樓） 10（4樓） | 52                  | 房屋署建築師呂德興（Mr. Joseph Loo） | （待查） |
| 長榮樓（第11座） （英語：Cheung Wing House） | 鄉村型   | 1984年   | 4    | 6                     | 24                  | 房屋署建築師呂德興（Mr. Joseph Loo） | （待查） |
| 長華樓（第12座） （英語：Cheung Wah House） | 鄉村型   | 1984年   | 4    | 6（1-3樓） 4（4樓）   | 22                  | 房屋署建築師呂德興（Mr. Joseph Loo） | （待查） |
| 長德樓（第13座） （英語：Cheung Tak House） | 鄉村型   | 1984年   | 4    | 8                     | 32                  | 房屋署建築師呂德興（Mr. Joseph Loo） | （待查） |
| 長發樓（第14座） （英語：Cheung Fat House） | 鄉村型   | 1984年   | 4    | 14（1-3樓） 10（4樓） | 52                  | 房屋署建築師呂德興（Mr. Joseph Loo） | （待查） |
| 長雅樓（第15座） （英語：Cheung Nga House） | 鄉村型   | 1984年   | 4    | 6                     | 24                  | 房屋署建築師呂德興（Mr. Joseph Loo） | （待查） |
| 長緻樓（第16座） （英語：Cheung Chi House） | 鄉村型   | 1984年   | 4    | 14（1-3樓） 10（4樓） | 52                  | 房屋署建築師呂德興（Mr. Joseph Loo） | （待查） |
| 長歡樓（第17座） （英語：Cheung Foon House） | 鄉村型   | 1984年   | 4    | 4（1-3樓） 2（4樓）   | 14                  | 房屋署建築師呂德興（Mr. Joseph Loo） | （待查） |
| 長樂樓（第18座） （英語：Cheung Lok House） | 鄉村型   | 1984年   | 4    | 6                     | 24                  | 房屋署建築師呂德興（Mr. Joseph Loo） | （待查） |

## 交通
長洲渡輪碼頭
渡輪
| 中環 | ↔ | 長洲 |   |        |   |               |
| 梅窩 | ↔ | 坪洲 | ↔ | 芝麻灣 | ↔ | 長洲 (橫水渡) |